# Aporophyla corticosa
Aporophyla corticosa là một loài bướm đêm trong họ Noctuidae.